# Claudia Mori
Claudia Mori (Roma, 12 de febrero de 1944) es un actriz y cantante italiana, casada con Adriano Celentano.

## Trayectoria artística
Claudia Mori inició su carrera como artista en 1959 en la película Cesarella con Mario Girotti, alias Terence Hill. A mediados de los años 1960, debutó como cantante en Italia, principalmente con su marido Adriano Celentano.
En 1967, cantó con Celentano la canción de Paolo Conte: La coppia più bella del mondo, número uno durante seis semanas en las listas italianas. En 1970, participa en el Festival de Sanremo con la canción Chi non lavora non fa l'amore. En 1982, con la canción Non succederà più permanece como número uno en Italia durante cuatro semanas, con ella se dio a conocer en la escena internacional, con su versión en español (No sucederá más) llegó al Número 1 de Los 40 Principales en España.
Después de los años 1990, dirige la sociedad de producción Clan Celentano fundada por su marido en 1961. En 2009, publicó el doble CD Claudia Mori Collection. El mismo año fue miembro del jurado de la edición italiana de X Factor 3 en la cadena de televisión Rai Due. Casada con Adriano Celentano, tiene tres hijos: Rosita, Giacomo y Rosalinda Celentano.

## Discografía

### Álbumes
- 1970 : Adriano Celentano et Claudia Mori (avec Adriano Celentano )
- 1974 : Tempo de Fuori
- 1976 : Come una cenerentola (avec Marcello Mastroianni )
- 1982 : Storia d'amore (avec Adriano Celentano) (compilation)
- 1984 : Claudia canta Adriano
- 1985] : Chiudi la porta
- 2009 : Claudia! (Collection Claudia Mori)

### Sencillos
- 1964 : Non guardarmi / Quello che ti dico
- 1970 : Chi non lavora non fa amore (avec Adriano Celentano )
- 1970 : ... E fu subito amore
- 1974 : Che scherzo mi fai
- 1975 : Buonasera dottore
- 1976 : Come una cenerentola (avec Marcello Mastroianni )
- 1977 : Hei, Hei ... ... Hé!
- 1979 : Pay, pay, pay (avec Adriano Celentano )
- 1982 : Non succederà più
- 1983 : Il principe
- 1985 : Chiudi la porta

## Filmografía

### Actriz
- 1959 : Cerasella de  Raffaello Matarazzo : Cerasella
- 1960 : Rocco y sus hermanos de Luchino Visconti : lavandera
- 1960 : Il corazziere de Camillo Mastrocinque
- 1961 : Gli incensurati de Francesco Giaculli
- 1962 : Sodoma e Gomorra de Robert Aldrich : Maleb
- 1962 : La leggenda di Fra Diavolo de Leopoldo Savona
- 1962 : L'amore difficile de Sergio Sollima, segment Le donne
- 1962 : Avventura al motel de Renato Polselli
- 1963 : Il magnifico avventuriero de Riccardo Freda : Piera
- 1963 : Ursus nella terra di fuoco de Giorgio Simonelli
- 1963 : Uno strano tipo de Lucio Fulci
- 1964 : Super rapina a Milano de Adriano Celentano
- 1964 : Donde tú estés de Germán Lorente : Lisa Branzeri
- 1971 : Er più: storia d'amore e di coltello de Sergio Corbucci
- 1973 : Rugantino de Pasquale Festa Campanile
- 1973 : L'emigrante de Pasquale Festa Campanile
- 1974 : Yuppi du d'Adriano Celentano
- 1976 : Culastrisce nobile veneziano de Flavio Mogherini
- 1978 : Geppo il folle de Adriano Celentano
- 1979 : Bloodline de Terence Young : Donatella
- 1980 : La locandiera de Paolo Cavara
- 1982 : Grand Hotel Excelsior de Castellano y Pipolo
- 1985 : Joan Lui - Ma un giorno nel paese arrivo io di lunedì de Adriano Celentano

### Productora
- 1990 : La Fuite au paradis (Fuga dal paradiso) de Ettore Pasculli